# Proailurus lemanensis
Proailurus lemanensis fou un carnívor prehistòric que visqué a Europa i Àsia fa aproximadament 25 milions d'anys, a l'Oligocè superior i el Miocè. Una filogènia recent el situa com a membre basal dels feloïdeus, la superfamília que inclou les mangostes, civetes, hienes i gats. En canvi, altres estudis suggereixen que era un fèlid.